# 25e groupe de reconnaissance de division d'infanterie
Le 25e groupe de reconnaissance de division d'infanterie (25e GRDI) est une unité de l'armée française crée en 1939 et rattachée à la 14e division d'infanterie. Elle participe à la bataille de France lors de la Seconde Guerre mondiale. 

## Historique du25eGRDI
Il est créé en 1939 par le 11e régiment de chasseurs à cheval et le centre mobilisateur de cavalerie no 7. Il est affecté à la 14e division d'infanterie. Durant la drôle de guerre, il tient des secteurs de la ligne de front dans le secteur de la Sarre notamment . Un corps-franc est mis sur pied. De janvier à mars, il lance  des raids et des reconnaissances offensives dans le secteur de Grosbliederstroff entre la ligne Maginot et la ligne Siegfried. Le corps franc sera cité à l'ordre de la division par le général de Lattre de Tassigny. Le 6 avril, un coup de main est lancé sur le bois de Styberg où est situé un poste d'observation allemand. Il est ensuite stationné dans la région de Lunéville en réserve de la division, elle même en réserve du grand quartier général. 
Lors de l'offensive allemande le 10 mai, le front français est percé dans les Ardennes. Le GRDI avec l'ensemble de la division est aussitôt envoyé sur l'Aisne. Il s'installe sur la défensive au nord de l'Aisne. Le 16 mai, il fait partie des unités qui ont pour mission d'arrêter les chars ennemis à Rethel. L'escadron hippomobile combat à Château-Porcien. Après le 20 mai, il passe dans le secteur de Taizy et d'Acy où il combat en liaison avec le 152e régiment d'infanterie pour repousser l'ennemie au nord du canal. 
Le 21 mai, il passe comme réserve de division et stationne au sud de Perthes. Il participe à la défense française lors de l'offensive allemande sur l'Aisne notamment au bois de Perthes (commune de Fontaine-Chaalis). Ensuite, il se replie vers le sud. il reçoit l'ordre de cesser le feu le 25 juin 1940.

## Ordre de bataille

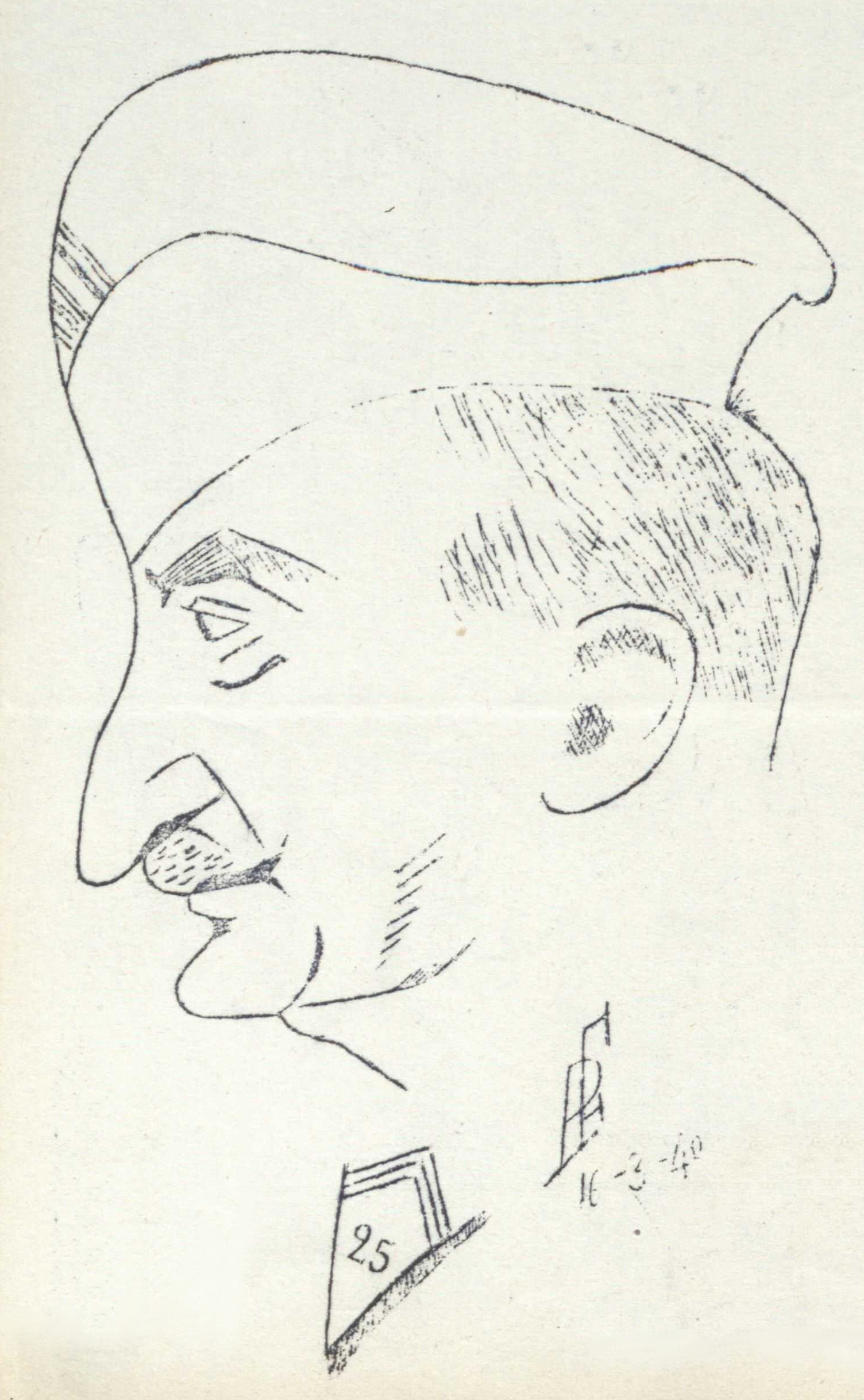
Portrait du colonel Courtois, 1940.

- Commandement : Lieutenant-colonel Courtois[1]
- Adjoint : Capitaine Devillette[1]
- Escadron Hors Rang : Capitaine Guillemet, Lieutenant Bonal[1]
- Escadron hippomobile : Capitaine de Moidrey[1]
- Escadron Motorisé : Capitaine Trochu[1]
- Escadron Mitrailleuses et canons de 25 antichars : Capitaine Gerat[1]